# (185150) Panevezys
(185150) Panevezys est un astéroïde de la ceinture principale.

## Description
(185150) Panevezys est un astéroïde de la ceinture principale. Il fut découvert le 23 septembre 2006 à Moletai par Kazimieras Černis. Il présente une orbite caractérisée par un demi-grand axe de 2,58 UA, une excentricité de 0,15 et une inclinaison de 1,4° par rapport à l'écliptique.

## Compléments